# Michel Paulus
Michel Paulus (Barvaux-sur-Ourthe, 8 september 1933 - Luik, 20 mei 1991) was een Belgisch senator.

## Levensloop
Paulus werd beroepshalve advocaat.
Hij werd lid van de PSC en werd voorzitter van de jongerenafdeling van de partij in het arrondissement Luik. Later werd hij ook provinciaal voorzitter en nationaal ondervoorzitter van de PSC-jongeren. 
Van 1965 tot 1977 was hij provincieraadslid van Luik en was PSC-fractieleider in de provincieraad. In oktober 1970 werd hij tevens verkozen tot gemeenteraadslid van de stad Luik en bleef dit tot in 1982. Van 1977 tot 1981 zetelde hij vervolgens in de Belgische Senaat als rechtstreeks gekozen senator voor het arrondissement Luik. Hierdoor was hij automatisch ook lid van de Cultuurraad voor de Franse Cultuurgemeenschap (1977-1980) en de Waalse Gewestraad en de Raad van de Franse Gemeenschap (1980-1981).